# Projet EUROS
 (décembre 2014).
Le projet EUROS (European Union Register Of Shipping) avait pour objectif de créer un registre maritime communautaire, afin d'enrayer la diminution grandissante du nombre de navires sous pavillon d'un pays membre. Ces derniers étant dépavillonnés au profit des pavillons de complaisance. Afin d'y parvenir, il était prévu d'octroyer certains avantages fiscaux ainsi que de garantir l’exclusivité du cabotage au sein de l'Union européenne aux armateurs sous pavillon européen.

## Origine du projet
Depuis 1980, la flotte marchande de la Communauté Économique Européenne s'est considérablement réduite et son tonnage à presque diminué de moitié de 1980 à 1988, en passant de 29,4 % à 15,4 % de part dans la flotte mondiale. En effet, les armateurs commencent de plus en plus à se tourner vers les pavillons de complaisance qui proposent des conditions moins strictes et plus avantageuses au niveau économique, juridique, social et fiscal. Afin de stopper ces dépavillonnements, les États membres n'ont d'autres choix que de faire en sorte de faire baisser les coûts d'exploitation en accordant aux armateurs certains avantages fiscaux et dispositif social allégé. Pour ce faire la Commission des Communautés Européennes envisage la solution d'un registre communautaire. 

## Le pavillon européen
Le registre communautaire devait être un registre parallèle, c'est-à-dire que le navire immatriculé l'était dans le registre national et dans le registre communautaire sous conditions que les règles en matière de sécurité et de droits sociaux soient respectées. De plus, il devait répondre à des minima en termes de marins issus des pays membres, limitant de cette manière le nombre de marins étrangers et stimulant de la même manière l’emploi au sein de l'Union européenne.
Avec la création d'un pavillon européen, venait également une standardisation des normes en matière de matériel, d'équipement et de sécurité, ainsi qu'une reconnaissance mutuelle des qualifications des marins entre les États membres. Cela devait permettre le transfert de navires d'un registre à un autre, sans difficulté, entre pays membres et faciliter la libre circulation des marins entre navires immatriculés dans le registre communautaire.
La création de ce pavillon devait, de manière plus large, illustrer la présence de la Communauté dans le commerce mondial, tout en symbolisant son unité sur le plan commercial.

## L'abandon du projet
C'est finalement au niveau national que les décisions furent prises le plus rapidement, abandonnant le pavillon européen au profit de la création de pavillons et registres bis européens, ces derniers leur permettant d'échapper à certaines contraintes sociales européennes et de réduire les coûts d'exploitation.